# Església de la Santa Creu de Castellbò
L'Església de Santa Creu és l'església parroquial del poble de Santa Creu de Castellbò, que pren el nom de l'església, en el municipi de Montferrer i Castellbò (Alt Urgell). Està protegida com a bé cultural d'interès local.

## Descripció
És una església d'una sola nau, capçada al nord amb capçalera plana, i coberta amb volta de canó que suporta un llosat a doble vessant. A banda i banda presenta dues capelles laterals, obertes a la nau a través d'un arc de mig punt, que sobresurten de la nau en planta. La del mur de llevant està adossada a la sagristia. La porta d'accés, a la façana meridional, és en arc rebaixat i presenta una motllura enguixada, igual que l'ull de bou circular que la corona. Culminant el frontis del mur occidental hi ha un campanar d'espadanya d'un sol ull. La construcció és rústega de pedres unides amb morter sense fer filades.

## Història
Està citada a l'acta de consagració de la catedral d'Urgell l'any 839. L'església és esmentada l'any 935 com a límit del terme de Pallerols del Cantó. Durant el segle xi els esments són més sovintejats. L'església de Santa Creu figura en la relació de la visita pastoral realitzada pels delegats de l'arquebisbe de Tarragona els anys 1312 i 1314, així com al llibre de la dècima del Bisbat d'Urgell de 1391, dins del deganat de
l'Urgellet. L'església parroquial de Santa Creu ha tingut tradicionalment com a sufragània la de Sant Serni de Seix, i l'any 1758 consta també com a tal la de Sant Andreu de Castellbò. L'any 1904, Sant Martí d'Albet també passà a ser sufragània de Santa Creu.